# Grimston-Lyles Hill-waar
Grimston-Lyles Hill-waar (Engels: Grimston-Lyles Hill ware), Grimston-waar of CB-waar is aardewerk uit het vroege en midden-neolithicum, oorspronkelijk vernoemd naar "Hanging Grimston", een langgraf in het voormalige East Riding-gebied van Yorkshire in het noordoosten van Engeland, de plaats waar het werd gevonden, 
In 1974 breidde Isobel Smith de term uit omdat ze ontdekte dat het vaatwerk verspreid was over de Britse Eilanden tot aan Lyles Hill in Noord-Ierland. De vaten vertegenwoordigen de vroegste aardewerkstijl uit het Britse steentijd. 
Het duurzame Grimston-Lyles Hill-waar wordt gekenmerkt door het gebruik van fijne materialen, goed vakmanschap en "kumpf"-achtige vormen met een schouderprofiel en omgeslagen rand. Meer recentelijk heeft de term geschouderd vaatwerk ("carinated bowl", CB, of "shouldered bowl") de voorkeur gekregen, hoewel er ook schouderloze exemplaren bestaan. Ze zijn allemaal ongedecoreerd, behalve soms aanwezige vinger-cannelures.
Alison Sheridan maakte onderscheid tussen de vroegste manifestatie van aardewerk, het "traditionele CB" en de latere ontwikkelingen ervan, "gemodificeerd" of "ontwikkeld CB". Traditioneel CB-aardewerk is aanzienlijk consistenter en verspreid over een groot gebied in Groot-Brittannië en Ierland, terwijl gemodificeerd CB regionale verschillen vertoont.
In een rapport uit 2018 van English Heritage werd gebruik gemaakt van bayesiaanse analyse om te schatten wanneer geschouderde kommen voor het eerst in Engeland verschenen en wanneer ze niet meer werden gemaakt. Ze concludeerden dat deze kort vóór 4000 v.Chr. voor het eerst in Engeland verschenen, en dat de productie ervan voortduurde tot het midden van het 4e millennium v.Chr..